# Lohn-Zins-Verhältnis
Der Begriff Lohn-Zins-Verhältnis (auch Faktorpreisverhältnis) beschreibt in der Volkswirtschaftslehre das Verhältnis des Preises für den Produktionsfaktor Arbeit (Lohn) zum Preis des Produktionsfaktors Kapital (Zins). Das Faktorpreisverhältnis ist eine der gesamtwirtschaftlichen Kapitalintensität nachgelagerte Größe und gilt als Anhaltspunkt für die Faktorausstattung eines Landes. Das Lohn-Zins-Verhältnis ist eine wichtige Einflussgröße für den kostenminimalen Einsatz der Produktionsfaktoren im Produktionsprozess und wirkt demzufolge direkt auf die Güterpreise. Da die Länder offene Systeme sind, kommt es im Zuge des Außenhandels zu einer Angleichung der nationalen Faktorpreisverhältnisse.

## Begriffserläuterung
Die mathematische Darstellung des Zusammenhangs von Lohn (w –  wage (englisch) = Lohn) und Zins (r –  rate (englisch) = Zins) ist:
{\displaystyle v={\frac {w}{r}}}
Arbeitskräfte werden von Unternehmen für die Produktion benötigt und werden für ihre Leistung entlohnt. Der Preis für Arbeit lässt sich demnach an der Entlohnung der Arbeiter festmachen.
Hinsichtlich der Bedeutung der Zinsen in diesem Zusammenhang gibt es zwei verschiedene Auffassungen.

### Zinsen für Kapital
Das Unternehmen benötigt für die Produktion neben Arbeitskräften weiterhin Gebäude, Maschinen und Werkzeuge. Um diese Güter kaufen zu können, muss Kapital aufgenommen werden. Für die Aufnahme von Kapital müssen wiederum Zinsen gezahlt werden. Zinsen sind also der Preis für Kapital.

### Mietkosten für Kapital
Das Unternehmen benötigt für die Produktion neben Arbeitskräften weiterhin Produktionsmittel wie Gebäude, Maschinen und Werkzeuge. Diese Produktionsmittel werden unter dem Begriff Kapital zusammengefasst. Mitunter wird dieses Kapital nicht gekauft, sondern gemietet. Der Preis des Kapitals entspricht in diesem Fall den Kosten für die Anmietung der Produktionsmittel.

## Lohn-Zins-Verhältnis und Faktorreichlichkeit
Der Preis eines Produktionsfaktors lässt auf seine Reichlichkeit schließen. Ist ein Faktor billig, deutet dies auf einen reichlich vorhandenen Faktor hin. Dagegen wird von einem knappen Faktor gesprochen, wenn dieser teuer ist. Übertragen auf die relative Faktorausstattung lässt ein hohes Lohn-Zins-Verhältnis auf einen reichlich vorhandenen Faktor Kapital schließen. Ein niedriges Lohn-Zins-Verhältnis deutet auf die Reichlichkeit des Faktors Arbeit hin.
Die Faktorreichlichkeit eines Landes ist von entscheidender Bedeutung für den Einsatz der Produktionsfaktoren im Produktionsprozess (siehe Punkt 3) und spielt zudem eine große Rolle für die Richtung und den Umfang des Außenhandels (siehe Punkt 4).

## Geschlossene Volkswirtschaft
Unter einer geschlossenen Volkswirtschaft versteht man eine theoretische Volkswirtschaft, die mit anderen Volkswirtschaften keinen Austausch von Gütern und Dienstleistungen betreibt. In diesen Modellbetrachtungen herrscht Autarkie.

### Historische Einordnung
Die im Folgenden dargestellten Modellbetrachtungen entsprechen dem neoklassischen Konzept der Produktionstheorie. Pionierarbeit auf diesem Gebiet leistete der deutsche Agrar- und Wirtschaftswissenschaftler Johann Heinrich von Thünen mit dem zweiten Teil seines Werkes Der isolierte Staat (1850). Aber erst der schwedische Ökonom Johan Gustav Knut Wicksell gelang 1893 eine konsistente mathematische Formulierung der von Thünen entwickelten Konzepte.

### Ein-Güter-Modell

#### Erklärung
Zur Herstellung eines Gutes (z. B. Lebensmittel) werden zwei Produktionsfaktoren benötigt (Arbeit und Kapital). Durch den Einsatz verschiedener Kombinationen an Arbeit und Kapital (Input) kann eine bestimmte Menge an Lebensmitteln (Output) produziert werden.
| Arbeitskräfteeinsatz Kapitaleinsatz | 1  | 2  | 3   | 4   | 5   |
| ----------------------------------- | -- | -- | --- | --- | --- |
| 1                                   | 20 | 40 | 55  | 65  | 75  |
| 2                                   | 40 | 60 | 75  | 85  | 90  |
| 3                                   | 55 | 75 | 90  | 100 | 105 |
| 4                                   | 65 | 85 | 100 | 110 | 115 |
| 5                                   | 75 | 90 | 105 | 115 | 120 |

Eine Outputmenge von 75 Einheiten Lebensmitteln kann demzufolge durch folgende Inputkombinationen erzielt werden:
- 1 Einheit Arbeit und 5 Einheiten Kapital
- 2 Einheiten Arbeit und 3 Einheiten Kapital
- 3 Einheiten Arbeit und 2 Einheiten Kapital
- 5 Einheiten Arbeit und 1 Einheit Kapital

Dieser Sachverhalt kann mit Hilfe von Isoquanten grafisch dargestellt werden.
Die rote Kurve q1 (Isoquante) stellt alle Inputkombinationen dar, mit denen der gleiche Output erzielt wird.

Bestimmung des optimalen Faktoreinsatzverhältnis

Für welche Produktionsvariante (Kombination von Arbeit und Kapital) sich ein Unternehmen entscheidet, hängt von den Preisen für Arbeit und Kapital ab. Wird Arbeit im Verhältnis zu Kapital teurer, das heißt der Lohn steigt bei gleichbleibendem Zins (v wird größer), wird das Unternehmen die Produktionsvariante wählen, bei der mehr Kapital und weniger Arbeitskräfte eingesetzt werden.
Wird Kapital im Verhältnis zu Arbeit teurer, das heißt der Zins steigt bei gleichbleibendem Lohn (v wird kleiner), wird das Unternehmen die Produktionsvariante wählen, bei der mehr Arbeitskräfte und weniger Kapital eingesetzt werden (Faktorsubstitution). Der Einsatz der Produktionsfaktoren im Produktionsprozess hängt also vom jeweiligen Lohn-Zins-Verhältnis ab.
Dieser Sachverhalt ist ebenfalls aus der Grafik ersichtlich.
Die Gerade C1 (Isokostengerade) beschreibt die Inputkombinationen, durch die dem Unternehmen bei einem bestimmten Lohn-Zins-Verhältnis im Produktionsprozess die gleichen Kosten entstehen. Die Steigung der Isokostengeraden entspricht dabei dem negativen Lohn-Zins-Verhältnis ({\displaystyle -w/r}).
Der Schnittpunkt von q1 und C1 (Punkt A) gibt die Inputkombination an, zu der der Output q1 kostenminimal produziert werden kann. Hier erfolgt eine kostenminimale Produktion zu L1-Einheiten Arbeit und K1-Einheiten Kapital.
Steigt der Preis für Arbeit, wird das Lohn-Zins-Verhältnis größer. Dementsprechend wird der Anstieg der Isokostengeraden größer; die Isokostengerade wird steiler (dargestellt durch die Gerade C2). Es ergibt sich nun ein neuer Schnittpunkt (Punkt B) mit den Koordinaten (L2,K2), das heißt eine neue Kombination von Arbeit und Kapital ist kostenminimal.

### Zwei-Güter-Modell

Faktorintensitäten

#### Annahmen
Ein Land produziert zwei verschiedene Güter (Äpfel und Butan). Die Produktion erfolgt durch den Einsatz der Produktionsfaktoren Arbeit und Kapital. Bei jedem beliebigen Lohn-Zins-Verhältnis ist der Quotient aus Kapital- und Arbeitseinsatz in der Apfelindustrie (siehe Grafik Kurve AA) größer als in der Butanindustrie (siehe Grafik Kurve BB), das heißt in der Apfelindustrie wird im Vergleich zur Butanindustrie mehr Kapital eingesetzt. Die Apfelproduktion wird deshalb auch als kapitalintensiv bezeichnet. Die Butanindustrie produziert im Vergleich zur Apfelindustrie relativ arbeitsintensiver, da die Butanindustrie zu identischen Löhnen und Zinsen mehr Arbeit pro Kapitaleinheit einsetzt als die Apfelindustrie.

#### Erklärung
Die Löhne und die Zinsen bestimmen die gesamten Produktionskosten der beiden Güter in einem Land. Durch einen Anstieg der Löhne bei gleichbleibendem Zins erhöhen sich die Produktionskosten für beide Industrien. Doch werden beide Industrien nicht auf die gleiche Art und Weise beeinflusst. Da die Butanindustrie arbeitsintensiver arbeitet, werden ihre Produktionskosten bedeutend stärker ansteigen, als in der Apfelindustrie, in der Arbeit nicht so wichtig ist. Ein Anstieg des Lohns relativ zum Zins erhöht die Kosten des arbeitsintensiveren Gutes (Butan) in Relation zu denen des kapitalintensiveren Gutes (Äpfel).

#### Auswirkungen auf die Güterpreise
Infolge des Wettbewerbs zwischen den Produzenten ist der Preis  jedes Gutes auf dem Absatzmarkt gleich dessen Produktionskosten. Ein Anstieg der Löhne wirkt sich also auf die Butanpreise stärker aus als auf die Apfelpreise. Die Verkaufspreise für Butan werden stärken ansteigen als die Verkaufspreise für Äpfel.
Dieser Ursache-Wirkungs-Zusammenhang kann  ebenfalls umgekehrt betrachtet werden. Ändern sich die Vorlieben der Konsumenten zugunsten des Gutes Butan, steigt die Nachfrage und demzufolge der Preis für Butan. Für die Anbieter entsteht ein Anreiz mehr Butan zu produzieren als Äpfel. Da Butan das arbeitsintensivere Gut ist, werden wiederum mehr Arbeitskräfte nachgefragt. Die Löhne steigen und Arbeit wird im Vergleich zu Zinsen teurer. Das Lohn-Zins-Verhältnis steigt.

## Offene Volkswirtschaft
In der Realität existieren die Länder nicht als geschlossene Volkswirtschaften, sondern als offene Systeme, das heißt, sie stehen in Außenhandelsbeziehungen mit anderen Ländern.

### Historische Einordnung
Die Bedeutung der Faktorausstattung eines Landes für den Außenhandel und damit einhergehend die Veränderung des Lohn-Zins-Verhältnisses infolgedessen wurde erstmals von dem schwedischen Ökonom Eli Filip Heckscher (1879–1952) untersucht. Er entwickelte wesentliche Punkte der Faktorausstattungstheorie des internationalen Handels, die im Jahre 1919 publiziert wurde. Der schwedische Wirtschaftswissenschaftler Bertil Ohlin (1899–1979) galt als Nachfolger von Eli Filip Heckscher. Er entwickelte und baute die Faktorausstattungstheorie in den 1930er-Jahren weiter aus.
Der Faktorausstattungsansatz ist als Heckscher-Ohlin-Theorem bekannt und gilt als moderne Theorie des internationalen Handels. Die Theorie wurde von vielen Ökonomen in einem Prozess verfeinert und ausgeweitet, der immer noch fortdauert.

### Erklärung
Um die Wirkung des Außenhandels auf das Lohn-Zins-Verhältnis festzustellen, wird von einem 2x2x2-Modell ausgegangen. Grundlage hierfür ist folgende Annahme: Zwei Länder (Bsp.: Deutschland und Frankreich) produzieren zwei Güter (Bsp.: Butan und Äpfel) unter dem Einsatz von zwei Produktionsfaktoren (Arbeit und Kapital). Weiterhin wird per Definition festgelegt, dass sich die Länder in ihrer Faktorausstattung unterscheiden. Frankreich ist im Vergleich zu Deutschland relativ kapitalreicher ausgestattet. Deutschland dagegen ist im Vergleich zu Frankreich relativ arbeitsreicher ausgestattet. Ausgehend von der Faktorreichlichkeit wird festgestellt, dass der reichlich vorhandene Faktor relativ billig und der knappe Faktor relativ teuer ist. Das Lohn-Zins-Verhältnis in Deutschland ist folglich kleiner als das Lohn-Zins-Verhältnis in Frankreich.
Das Land hat einen relativen Kosten- und Preisvorteil und damit einen komparativen Kostenvorteil für die Produktion der Güter, bei deren Produktion der reichlich vorhandene Faktor relativ intensiv genutzt wird, da das Land dieses Gut besonders kostengünstig produzieren kann. Bei Aufnahme von Außenhandel dehnen die Länder die Produktion der Güter aus, bei denen sie einen komparativen Kostenvorteil haben. Deutschland wird sich demnach auf die Butanindustrie  spezialisieren und Frankreich auf die Apfelindustrie. Die nicht im eigenen Land abgesetzten Überschüsse werden jeweils exportiert. In Deutschland nimmt folglich bei Außenhandel die Nachfrage nach dem Faktor Arbeit zu während die Nachfrage nach dem Faktor Kapital sinkt. In Frankreich ist es entsprechend umgekehrt. Durch die Produktionsverschiebung wird in Deutschland Arbeit im Vergleich zu Kapital teurer; das Lohn-Zins-Verhältnis erhöht sich. Gleichzeitig wird in Frankreich Kapital im Vergleich zu Arbeit teurer; das Lohn-Zins-Verhältnis sinkt. Somit kommt es im Zuge der Aufnahme von Außenhandelsbeziehungen tendenziell zu einer Annäherung der nationalen Faktorpreisverhältnisse. Siehe auch Heckscher-Ohlin-Theorem.
Der reichlich vorhandene, vor Handel relativ billige Faktor gewinnt, da er nach Aufnahme von Außenhandel höher entlohnt wird. Der knappe, vor Handel relativ teure Faktor verliert, da er nach Aufnahme von Außenhandel niedriger entlohnt wird.

## Kritik

### Allgemein
In den 1950er- und 1960er-Jahren entwickelte sich eine Kapitalkontroverse, die entscheidend zum Ansehen des neoklassischen Gebietes der Kapitaltheorie beitrug. Ausgelöst wurde diese Kontroverse von der englischen Ökonomin Joan Robinson, die 1953/1954 auf das „Kapitalparadoxon“ hinwies. Das Kapitalparadoxon wurde von dem italienischen Wirtschaftswissenschaftler Piero Sraffa durch empirische Beobachtungen erkannt. Dieses betrifft den Zusammenhang zwischen Faktoreinsatz- und Faktorpreisverhältnis. Es besagt, dass es möglich ist, dass zum Beispiel eine Zinserhöhung zunächst – wie erwartet – zu einer arbeitsintensiveren, dann aber – wenn der Zins weiter steigt – zu einer wieder kapitalintensiveren Produktionsweise führt. Es kann also zu einem Reswitching des Faktoreinsatzverhältnisses kommen.
Folglich besteht keine eindeutige Beziehung zwischen Faktoreinsatz- und Faktorpreisrelation. Das zentrale Postulat der neoklassischen Produktionstheorie, dass eine Änderung der Faktorpreise auf eine eindeutige Weise mit einer Änderung des Faktorpreisverhältnisses verbunden ist, war damit widerlegt. Verteidiger der Neoklassik, zu denen insbesondere der US-amerikanische Ökonom Paul Samuelson zählte, vertraten die Meinung, dass es sich dabei lediglich um ein Scheinproblem handele, welches zwar bei einzelnen Unternehmen auftreten könne, jedoch gesamtwirtschaftlich betrachtet irrelevant sei. Es stellte sich jedoch heraus, dass das Kapitalparadoxon weder einzel- noch gesamtwirtschaftlich widerlegt werden konnte.
Im Modell werden lediglich die zwei Produktionsfaktoren Arbeit und Kapital erfasst. In der Realität sind jedoch neben Arbeit und Kapital werden zur Produktion von Gütern in der Regel zusätzlich natürliche Ressourcen (z. B. Rohstoffe) benötigt. Zum Teil werden darüber hinaus die Produktionsfaktoren Arbeit und Kapital durch andere Produktionsfaktoren wie zum Beispiel Humankapital und natürliche Ressourcen ersetzt. Um ein vergleichbares Ergebnis für verschiedene Länder zu erhalten, müssen demzufolge die Preise für die zusätzlichen Produktionsfaktoren und die Substitute in den Sachverhalt einbezogen werden.

### Heckscher-Ohlin-Theorem
Die erste und bekannteste empirische Untersuchung des Heckscher-Ohlin-Theorems veröffentlichte der russische Ökonom Wassily Leontief im Jahre 1953 in einer Studie. Mit den USA als kapitalreichstes Land der Erde erwartete er von den statistischen Daten des Jahres 1947, dass die USA kapitalintensive Güter exportiert und arbeitsintensive Güter importiert. Das Ergebnis der Untersuchungen war jedoch gegenteilig und das Heckscher-Ohlin-Theorem damit widerlegt: die Exporte der USA waren weniger kapitalintensiv als die Importe. Dieser Befund wird als Leontief-Paradoxon bezeichnet. Aufgrund dieser Entdeckung folgten zahlreiche Überlegungen, wie dieses Phänomen erklärt werden könnte. Die in der Realität wesentlich unterschiedlichen Produktionstechnologien der Länder (welche im Heckscher-Ohlin-Theorem als völlig identisch betrachtet werden) und die besonderen Bedingungen der Nachkriegszeit sind mögliche Erklärungen dafür.

## Belege
1. ↑  Gerhard Rübel: Grundlagen der Realen Außenwirtschaft. 2. Auflage. Oldenbourg, München 2008, S. 53.
2. ↑  Wilfried J. Ethier: Moderne Außenwirtschaftstheorie. 2. Auflage. Oldenbourg, München 1991, S. 144.
3. ↑  Wilfried J. Ethier: Moderne Außenwirtschaftstheorie. 2. Auflage. Oldenbourg, München 1991, S. 144.
4. ↑  Michael Hohlstein, Barbara Pflugmann-Hohlstein, Herbert Sperber, Joachim Sprink: Lexikon der Volkswirtschaft. 2. Auflage. Deutscher Taschenbuch Verlag, München 2003, S. 392, 592, 593.
5. ↑  Robert S. Pindyck und Daniel L. Rubinfeld: Mikroökonomie. 6. Auflage. Pearson, München 2005, S. 312.
6. ↑  Gerhard Rübel: Grundlagen der Realen Außenwirtschaft. 2. Auflage. Oldenbourg, München 2008, S. 53.
7. ↑  Fritz Söllner: Die Geschichte des ökonomischen Denkens. 2. Auflage. Springer-Verlag, Berlin Heidelberg 2001, S. 69.
8. ↑  Robert S. Pindyck und Daniel L. Rubinfeld: Mikroökonomie. 6. Auflage. Pearson, München 2005, S. 275.
9. ↑  in Anlehnung an Robert S. Pindyck und Daniel L. Rubinfeld: Mikroökonomie. 6. Auflage. Pearson, München 2005, S. 276.
10. ↑  Robert S. Pindyck und Daniel L. Rubinfeld: Mikroökonomie. 6. Auflage. Pearson, München 2005, S. 276.
11. ↑  Paul R. Krugman und Maurice Obstfeld: Internationale Wirtschaft: Theorie und Politik der Außenwirtschaft. 7. Auflage. Pearson, München 2006, S. 107.
12. ↑  Robert S. Pindyck und Daniel L. Rubinfeld: Mikroökonomie. 6. Auflage. Pearson, München 2005, S. 312, 313.
13. ↑  Robert S. Pindyck und Daniel L. Rubinfeld: Mikroökonomie. 6. Auflage. Pearson, München 2005, S. 314.
14. ↑  Paul R. Krugman und Maurice Obstfeld: Internationale Wirtschaft: Theorie und Politik der Außenwirtschaft. 7. Auflage. Pearson, München 2006, S. 108.
15. ↑  Wilfried J. Ethier: Moderne Außenwirtschaftstheorie. 2. Auflage. Oldenbourg, München 1991, S. 143.
16. ↑  Wilfried J. Ethier: Moderne Außenwirtschaftstheorie. 2. Auflage. Oldenbourg, München 1991, S. 144.
17. ↑  Paul R. Krugman und Maurice Obstfeld: Internationale Wirtschaft: Theorie und Politik der Außenwirtschaft. 7. Auflage. Pearson, München 2006, S. 108, 109.
18. ↑  Gerhard Rübel: Grundlagen der Realen Außenwirtschaft. 2. Auflage. Oldenbourg, München 2008, S. 40.
19. ↑  Wilfried J. Ethier: Moderne Außenwirtschaftstheorie. 2. Auflage. Oldenbourg, München 1991, S. 138.
20. ↑  Wilfried J. Ethier: Moderne Außenwirtschaftstheorie. 2. Auflage. Oldenbourg, München 1991, S. 139.
21. ↑  Wilfried J. Ethier: Moderne Außenwirtschaftstheorie. 2. Auflage. Oldenbourg, München 1991, S. 142.
22. ↑  Gustav Dieckheuer: Internationale Wirtschaftsbeziehungen. 4. Auflage. Oldenbourg, München 1998, S. 64.
23. ↑  Gustav Dieckheuer: Internationale Wirtschaftsbeziehungen. 4. Auflage. Oldenbourg, München 1998, S. 64.
24. ↑  Gerhard Rübel: Grundlagen der Realen Außenwirtschaft. 2. Auflage. Oldenbourg, München 2008, S. 83.
25. ↑  Fritz Söllner: Die Geschichte des ökonomischen Denkens. 2. Auflage. Springer-Verlag, Berlin Heidelberg 2001, S. 102–104.
26. ↑  Gustav Dieckheuer: Internationale Wirtschaftsbeziehungen. 5. Auflage. Oldenbourg, München 2001, S. 98.
27. ↑  Paul R. Krugman und Maurice Obstfeld: Internationale Wirtschaft: Theorie und Politik der Außenwirtschaft. 7. Auflage. Pearson, München 2006, S. 123.